# Laura Boldrini
Laura Boldrini (ur. 28 kwietnia 1961 w Maceracie) – włoska prawniczka, dziennikarka i polityk, w latach 2013–2018 przewodnicząca Izby Deputowanych.

## Życiorys
W 1985 ukończyła studia prawnicze na Uniwersytecie Rzymskim – La Sapienza. Początkowo pracowała jako dziennikarka dla RAI. Później była rzeczniczką Włoch w Światowym Programie Żywnościowym, a w latach 1998–2012 sprawowała funkcję rzecznika wysokiego komisarza Narodów Zjednoczonych do spraw uchodźców na Europę Południową.
W wyborach w 2013 wystartowała do Izby Deputowanych z ramienia ugrupowania Lewica, Ekologia, Wolność m.in. jako liderka list wyborczych na Sycylii. Uzyskała mandat posłanki XVII kadencji, a 16 marca 2013 na pierwszym posiedzeniu parlamentu została wybrana na przewodniczącą Izby Deputowanych.
W 2018 utrzymała mandat deputowanej na XVIII kadencję, kandydując z listy koalicji Wolni i Równi. W marcu tegoż roku zakończyła pełnienie funkcji przewodniczącej Izby Deputowanych. Również w 2018 zainicjowała powołanie nowego ruchu politycznego pod nazwą Futura. Związała się następnie z Partią Demokratyczną, z jej ramienia w 2022 została po raz kolejny wybrana do niższej izby włoskiego parlamentu.

## Odznaczenia
W 2004 odznaczona Krzyżem Kawalerskim Orderu Zasługi Republiki Włoskiej.